# Rio Crângul Muşii
O Rio Crângul Muşii é um rio da Romênia, afluente do Ialomicioara, localizado no distrito de Dâmboviţa.